# 토마스 프랑크
토마스 프랑크(덴마크어: Thomas Frank, 1973년 10월 9일 ~ )는 덴마크의 전 축구 선수이자 현 축구 지도자로 과거 포지션은 미드필더였으며 현재 잉글랜드 프리미어리그의 토트넘 홋스퍼FC의 감독직을 맡고 있다.

## 선수 시절
선수 시절 고향팀인 프레데릭스베르 BK에 몸 담았지만 언제부터 언제까지 활동했는지 그리고 몇경기에 출전해 몇골을 넣었는지는 아직까지도 알려지지 않았다.

## 지도자 경력
선수 은퇴 후 1995년부터 1998년까지 프레데릭스베르 BK 유소년팀 감독으로 본격적인 지도자의 길로 들어선 뒤 10여년동안 유소년 육성에 힘쓰며 실력을 차츰 인정받게 되었고 2008년부터 2013년까지 덴마크 연령대별 청소년 대표팀의 감독을 맡으며 덴마크 U-17 대표팀의 2011년 UEFA 유러피언 U-17 챔피언십 4강 진출 및 2011년 FIFA U-17 월드컵 본선 진출을 이끌었다.
이후 2013년부터 2016년까지 자국 리그의 브뢴뷔 IF의 감독직을 맡아 이전 2시즌 연속으로 9위까지 추락한 팀 성적을 상위권(3위·4위)으로 끌어올린 것은 물론 3시즌 연속 UEFA 유로파리그 진출(2014-15, 2015-16, 2016-17), 2015-16년 덴마크컵 4강행을 이끌어냈다.
그리고 2016년 브뢴뷔의 감독직에서 물러난 직후 당시 잉글랜드 2부 리그 소속팀이었던 브렌트퍼드 FC의 수석 코치로 2년간 활동한 뒤 2018년 10월 11일 당시 브렌트퍼드의 감독이었던 딘 스미스가 애스턴 빌라의 감독으로 자리를 옮기자마자 후임 감독으로 부임했다.
브렌트퍼드 감독으로 부임한 이후 2019-20 시즌 2부 리그에서 올리 왓킨스의 맹활약으로 팀을 차기 시즌 1부 리그 승격 직전까지 끌어올렸고 2020-21 시즌이 진행되고 있던 2020년 10월에는 브렌트퍼드 감독 부임 2년만에 통산 100번째 경기를 지휘하며 브렌드퍼드 역대 감독 중 최고 승률을 기록한데에 힘입어 12월 이달의 감독상에 선정되는 영예를 안았으며 이에 앞선 6월에도 이달의 감독상을 수상했다.
그리고 2020-21년 EFL컵에서는 내로라하는 프리미어리그팀들을 차례대로 무너뜨리며 브렌트퍼드 구단 역사상 첫 EFL컵 4강 진출의 돌풍을 이끌어낸 것도 모자라 2020-21 EFL 챔피언십 승격 플레이오프 결승에서도 스완지 시티를 2-0으로 무너뜨리고 무려 74년만의 프리미어리그 승격이라는 대업을 달성하며 브렌트퍼드를 2020-21 시즌 2부 리그 최고의 팀으로 만들었다.

## 수상

### 지도자

#### 클럽
브뢴뷔 IF
- 덴마크 수페르리가 : 3위 (2014-15), 4위 (2013-14, 2015-16)
- 덴마크컵 : 4강 (2015-16)

 브렌트퍼드 FC
- EFL컵 : 4강 (2020-21)
- EFL 챔피언십 플레이오프 : 우승 (2020-21)

#### 국가대표팀
덴마크 U-17
- UEFA 유러피언 U-17 챔피언십 : 4강 (2011)

#### 개인
- 올해의 런던 축구 감독상 : 2020
- 덴마크 축구 협회 선정 올해의 감독상 : 2020
- EFL 챔피언십 이달의 감독상 : 2020년 6월, 12월